# Gastón Sauro
Gastón Sauro (Rosario, Argentína, 1990. február 23.–) argentin labdarúgó, a mexikói Deportivo Toluca hátvédje.

## Pályafutása
A 2008-2009-es bajnoki évadban került be a Boca Juniors felnőtt keretébe, ahol 2012-ig 15 bajnoki mérkőzésen 1 gólt szerzett. 2011-ben tagja volt a bajnokság félidejét (apertura) megnyerő, illetve a 2011-2012-es Copa Argentina-győztes csapatnak is. 2012-ben ezüstérmes lett csapatával a Copa Libertadores küzdelmeiben.
2012-ben a svájci első osztályban szereplő FC Basel labdarúgója lett. Itt 2014-ig 35 bajnoki mérkőzésen lépett pályára, és 1 gólt szerzett.
2014-ben a Basel kölcsönadta az olasz Serie B-ben szereplő Calcio Cataniának. A szicíliaiak színeiben 27 mérkőzésen szerepelt, és 1 gólt szerzett.
2015-től az amerikai MLS-ben szereplő Columbus Crew hátvédje.
2019. augusztus 7-én a mexikói Deportivo Toluca  csapatába igazolt.
A 2007-es U17-es labdarúgó-világbajnokság nyolcaddöntőjében ő lőtte válogatottja mindkét gólját a Costa Rica elleni 2-0-s mérkőzésen.

## Sikerei, díjai
- Boca Juniors[5]
  - Primera División - Apertura: 2011
  - Copa Argentina: 2011–12

- Basel:[5]
  - Super League: 2012–2013, 2013–2014
  - Uhrencup: 2013[6]

- Columbus Crew:[5]
  - MLS – Keleti főcsoport (rájátszás): 2015